# Glaphyria atmocharis
Glaphyria atmocharis là một loài bướm đêm trong họ Crambidae.